# Primer Congrés Jurídic Català
El Primer Congrés Jurídic Català fou convocat el 1936 per l'Acadèmia de Jurisprudència i Legislació de Catalunya, amb assistència de totes les corporacions jurídiques catalanes. La seva finalitat era la d'adaptar el dret català tradicional al nou règim autònom i preparar les matèries que havien d'ésser objecte de la facultat legislativa estatuària derivada de la constitució de la Segona República Espanyola i de l'Estatut d'Autonomia de Catalunya de 1932.
Fou inaugurat el 17 de maig de 1936, a Barcelona, sota la presidència d'Amadeu Hurtado i Miró i la presidència d'honor de Lluís Companys. Organitzà una exposició bibliogràfica de tema jurídic, però la guerra civil espanyola impedí la publicació de les conclusions aprovades.